# Rhophodon problematica
Rhophodon problematica är en snäckart som först beskrevs av Madeleine Gabriel 1947.  Rhophodon problematica ingår i släktet Rhophodon och familjen Charopidae. IUCN kategoriserar arten globalt som otillräckligt studerad. Inga underarter finns listade i Catalogue of Life.